# Les Dangers du train
Les Dangers du train est le vingt-deuxième et dernier épisode de la vingt-quatrième saison de la série télévisée Les Simpson et le 530e épisode de la série. Il est diffusé pour la première fois le 19 mai 2013.

## Synopsis
Homer se promène avec les enfants dans un parc où il avait l'habitude de venir avec Marge il y a des années. Il se désole lorsqu'il apprend que le parc va fermer. Il parvient à récupérer un vieux train qu'il s'empresse de restaurer en compagnie de ses amis et du révérend Lovejoy. Pendant ce temps, Marge s'inscrit par erreur sur un site destiné aux époux infidèles et fait la connaissance de Ben, qui tente de la séduire après avoir découvert qu'ils partageaient une passion commune pour une série télévisée, Upton Rectory (qui est un clin d’œil à la série Downton Abbey : on distingue parfaitement sur l'image du sac de Marge les principaux personnages de la série revisités à la mode Simpson).